# Jerry Scroffernecher
Jerry Scroffernecher, né le 1er avril 1979 à Pointe-à-Pitre, est un joueur de basket-ball français. Il mesure 2 m.

## Clubs
- 1999 - 2000 :  Chalon-sur-Saône (Pro A)

- 2000 - 2004 :  Charleville Mézières (Nationale 2 puis Nationale 1)

- 2004 - 2005 :  Lille (Nationale 2)

- 2005 - 2006 :  Lisieux (Nationale 2)

- 2006 - 2007 :  Touques (Prénationale)

- 2007 - 2008 :  Touques (Nationale 3)

- 2008 - 2009 :  Orchies (Nationale 2)

- 2009 - 2010 :  Orchies (Nationale 1)

- 2010 - 2011 :  Union Sportive Dacquoise (Nationale 3)

## Sources
- Maxi-Basket
- Le journal de Saône-et-Loire